# Žirovnice
Město Žirovnice (německy Serowitz) se nachází v okrese Pelhřimov v Kraji Vysočina. Žije zde přibližně 3 200 obyvatel.

## Historie

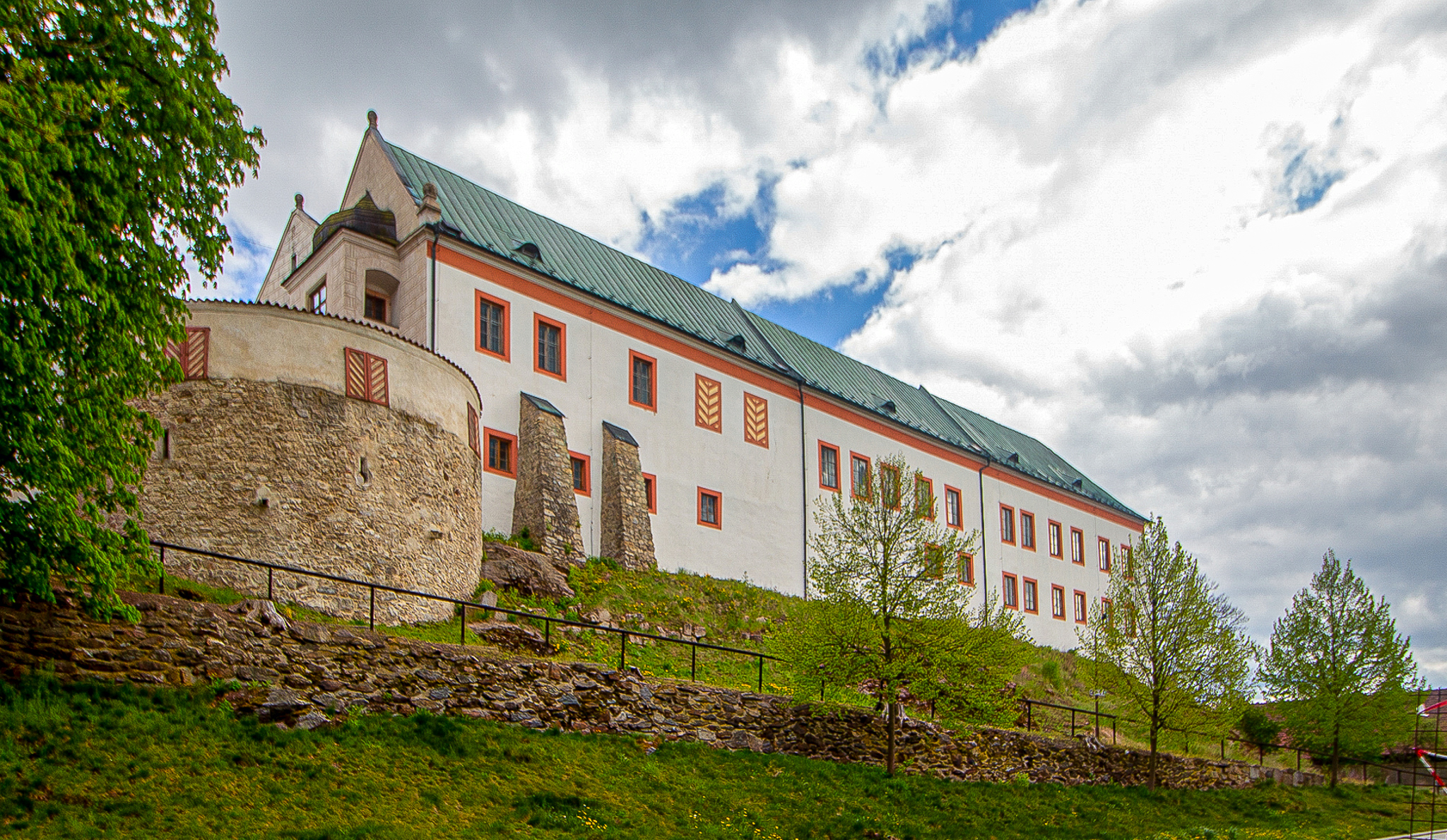
Žirovnický zámek

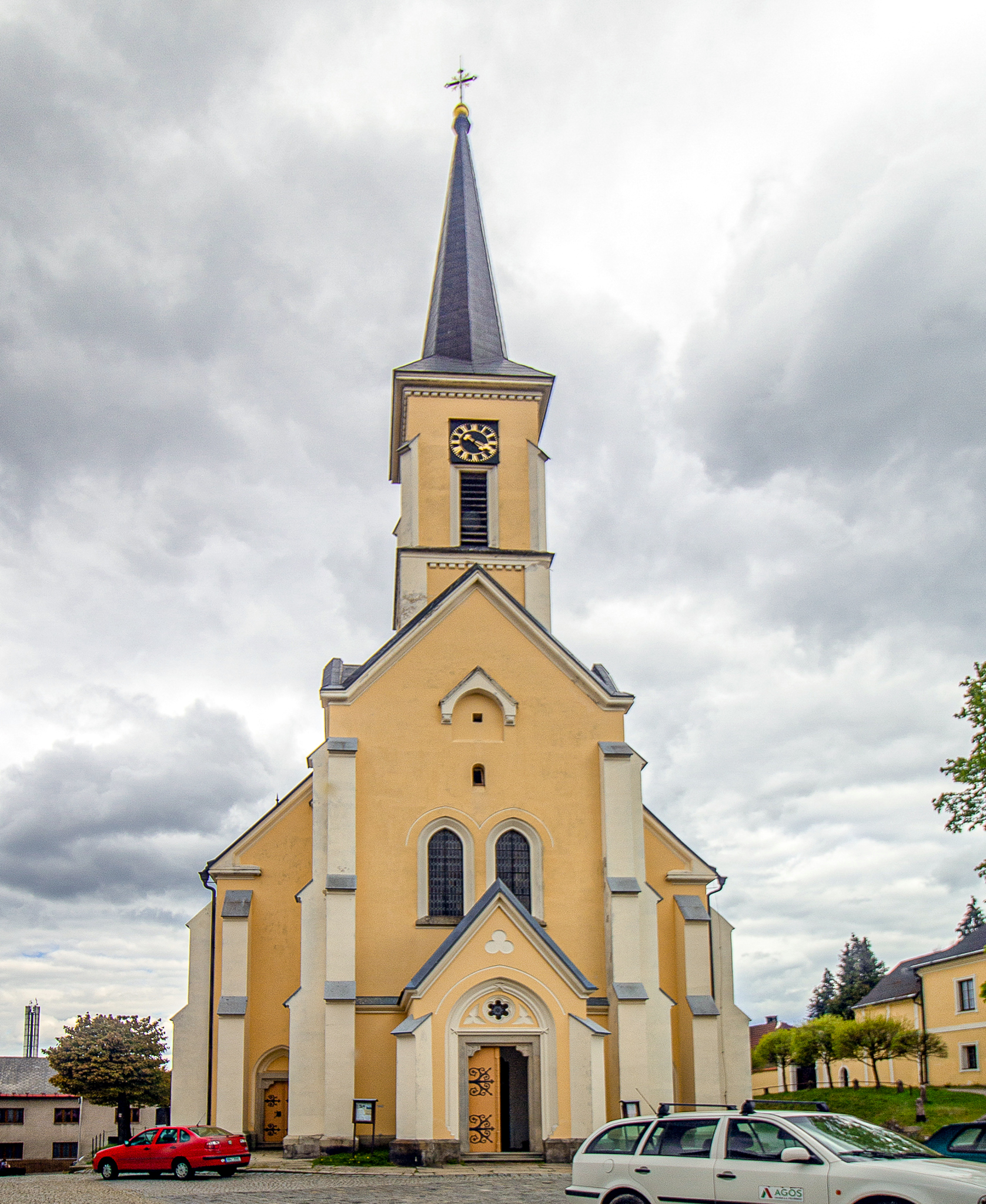
Kostel sv. Filipa a Jakuba ve středu obce

Historie obce je spjata s historií stejnojmenného zámku (dříve hradu). Podle archeologických nálezů lze jeho založení řadit do poloviny 13. století; první písemná zmínka (Serowicz) o hradu pochází z roku 1358. V roce 1854 byla Žirovnice povýšena na město.
Žirovnice je známá výrobou perleťových knoflíků. Toto řemeslo bylo do tradičně tkalcovského města uvedeno v roce 1863; v roce 1910 již v obci pracovalo více než 600 perleťářů. Výrobě knoflíků a jiných předmětů z perleti je věnována zvláštní expozice v žirovnickém zámeckém areálu.
V neděli 9. května 2010 byla v žirovnickém kostele sv. Filipa a Jakuba poprvé sloužena mše svatá v esperantu.
V letech 2006–2010 působil jako starosta František Plešák, od roku 2010 tuto funkci zastává Milan Šmíd. Od roku 2022 je starostou města Radek Vopravil.

## Části města
- Žirovnice
- Cholunná
- Litkovice
- Štítné
- Stranná
- Vlčetín

## Školství
- Základní škola a Mateřská škola Žirovnice
- Základní umělecká škola Žirovnice

## Muzea
- Městské muzeum – Branka 1
- Špejchar – expozice dobových zemědělských strojů a řemesel
- Zámecký pivovar – expozice knoflíkářství a perleti, expozice historických šicích strojů, expozice pivovarnictví[6]

## Průmysl
- Jan Prantl – masný průmysl Žirovnice
- Knoflíkařský průmysl Žirovnice
- IPC Plast – malířské válečky
- KBNK – kovovýroba
- Detail CZ – strojírenský průmysl
- HTP
- MLÉKÁRNA
- KRÁSL

## Pamětihodnosti
- Zámek Žirovnice
- Kostel svatého Filipa a Jakuba
- Kostel svatého Jiljí, u hřbitova
- Kaplička u silnice do Stranné
- Zámecký pivovar, budova z let 1589–1592 postavená za panování Adama II. z Hradce dle projektu italských architektů (Baldassare Maggi a Antonio Cometto). Pivo se vařilo do roku 1865, dále byl pivovar využíván jako hostinec či sokolovna, v roce 1924 část přestavěna na byty, renovace v letech 2009–2011
- Kaplička u pivovaru
- Socha svatého Jana Nepomuckého
- Sloup se sochou Panny Marie
- Hospoda U Plíhalů
- Zámecký špýchar – postaven za doby Františka Leopolda ze Šternberka pravděpodobně v roce 1707, rekonstruován 2007, slouží jako muzeum

## Rodáci a osobnosti spojené s městem
- Václav Bezděkovský, řezbář
- Josef Bouchal (* 1952), umělec (malíř)[4][5]
- Josef Brdlík (1848–1932), starosta města, okresní starosta, podnikatel, poslanec zemského sněmu a Říšské rady
- Vladislav Brdlík (1879–1964), meziválečný československý poslanec a ministr za agrární stranu
- Jaroslav Drobný (* 1979), fotbalista, trenér
- Marie Fronková (* 1948), spisovatelka, kronikářka[7]
- Iva Janžurová (* 1941), herečka
- Jaroslav Maxmilián Kašparů (* 1950), kněz, pedagog a spisovatel
- Miloš Konáš (* 1938), spisovatel,[8] fotograf
- Petr Konáš (* 1983), herec
- Ondřej Koudelka, umělec (směr landart)[9]
- Milan Mach (1926–1995), herec a konferenciér
- Pavlína Pechková (rozená Cabadajová, * 1993), hráčka na citeru[6]
- Miroslav Pokorný (* 1979), umělec (fotograf), lektor historických fotografických procesů[10]
- Miroslav Rosa (* 1947), československý překážkář, mistr ČSSR v běhu na 110 m překážek v roce 1971
- Eduard Škoda (* 1933), spisovatel, publicista a rozhlasový moderátor (kniha Kapitoly o Žirovnici)[11]
- Tomáš Štítný ze Štítného (1333–1409), filozof a spisovatel; narozen ve Štítném
- Tomáš Vaněk (* 1966), umělec a rektor AVU

## Fotogalerie

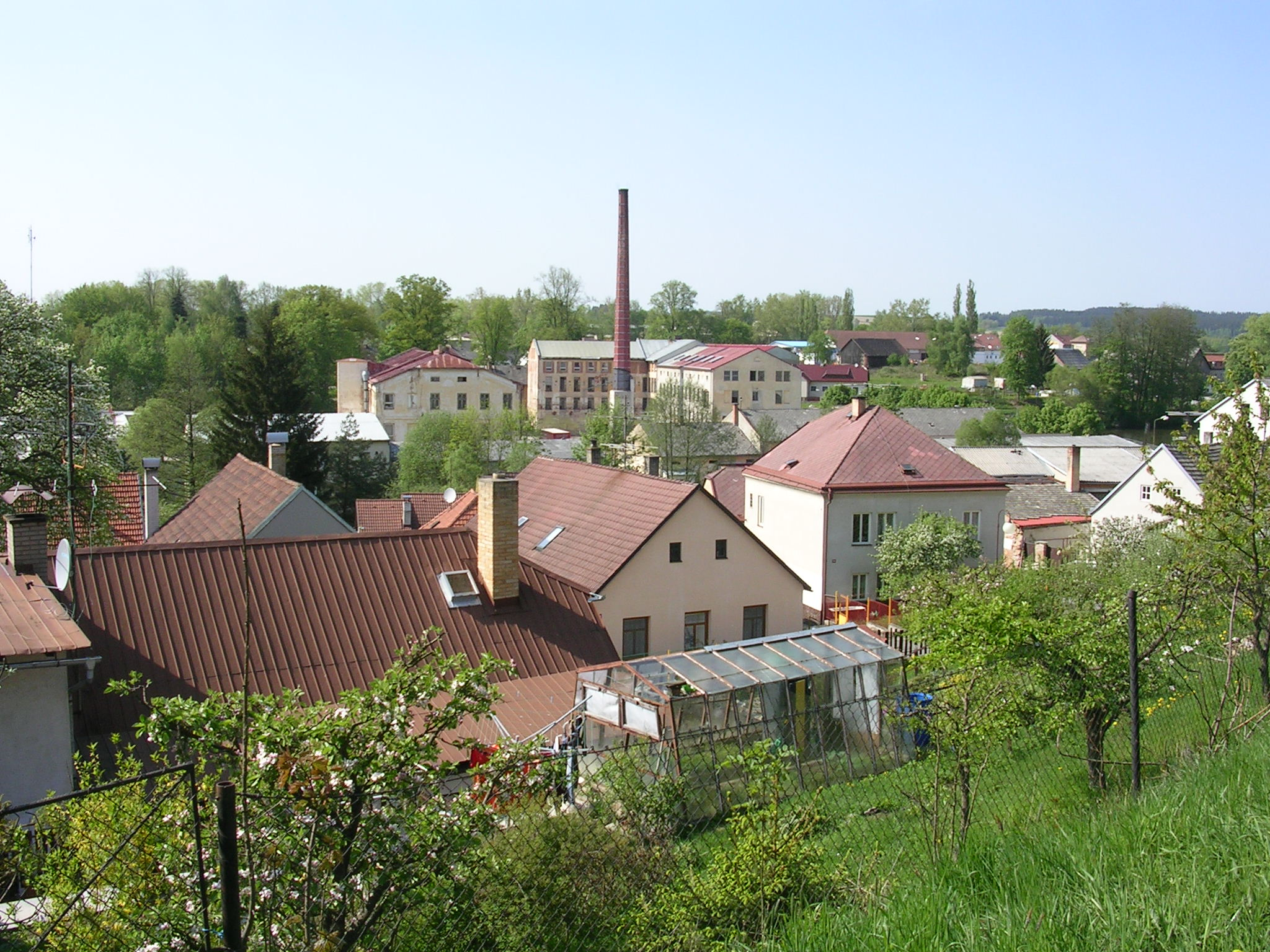
Továrna – dříve Partex, nyní HTP
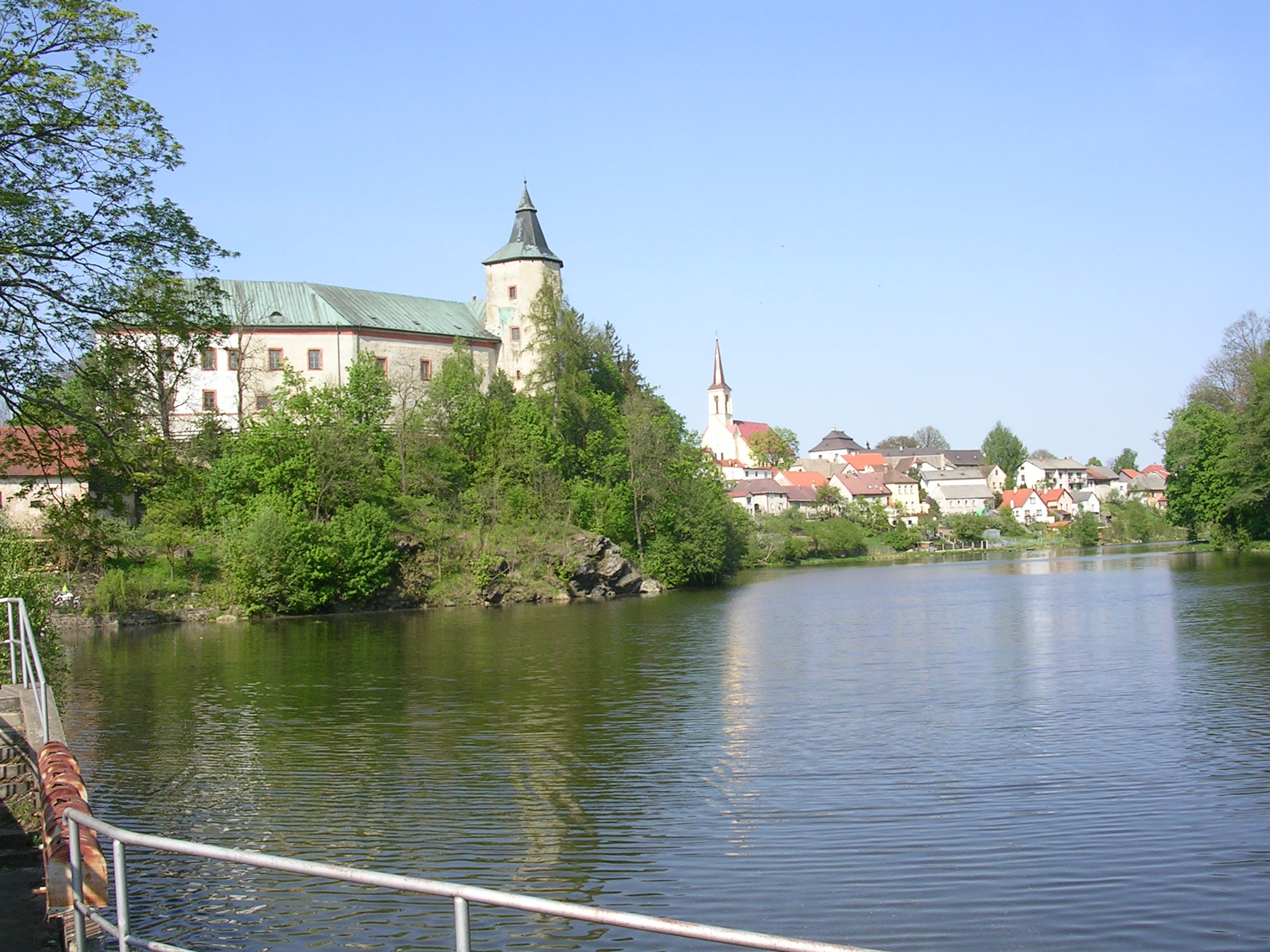
Zámek a kostel z hráze Hutního rybníka
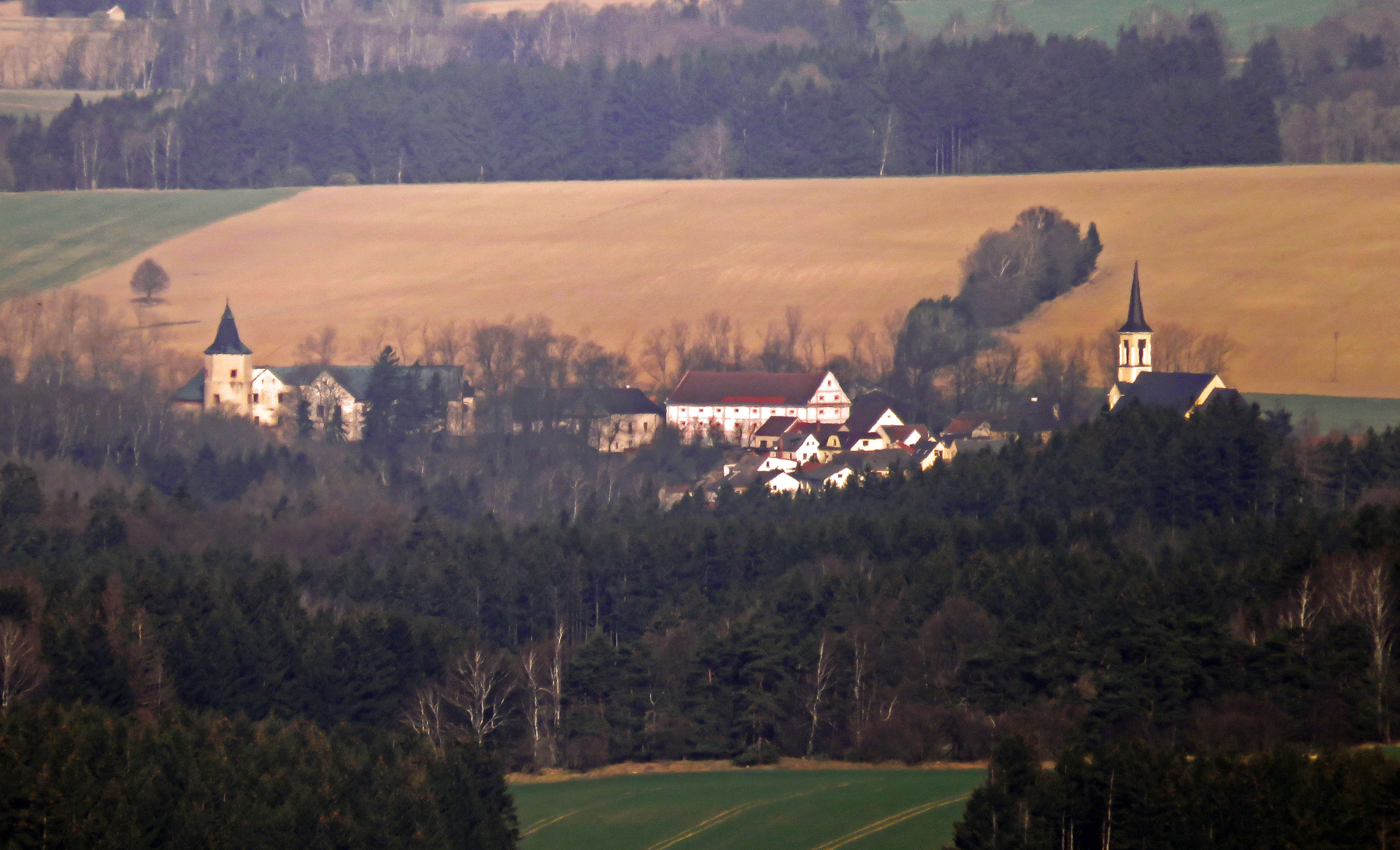
Zámek, špýchar a kostel v pohledu z Javořice
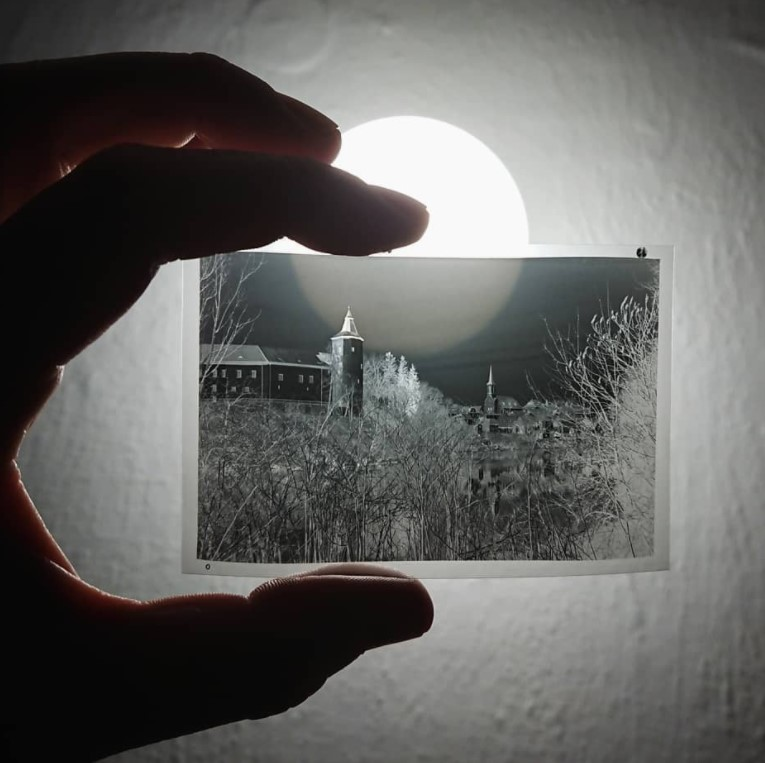
Negativ: Žirovnice, zámek a kostel
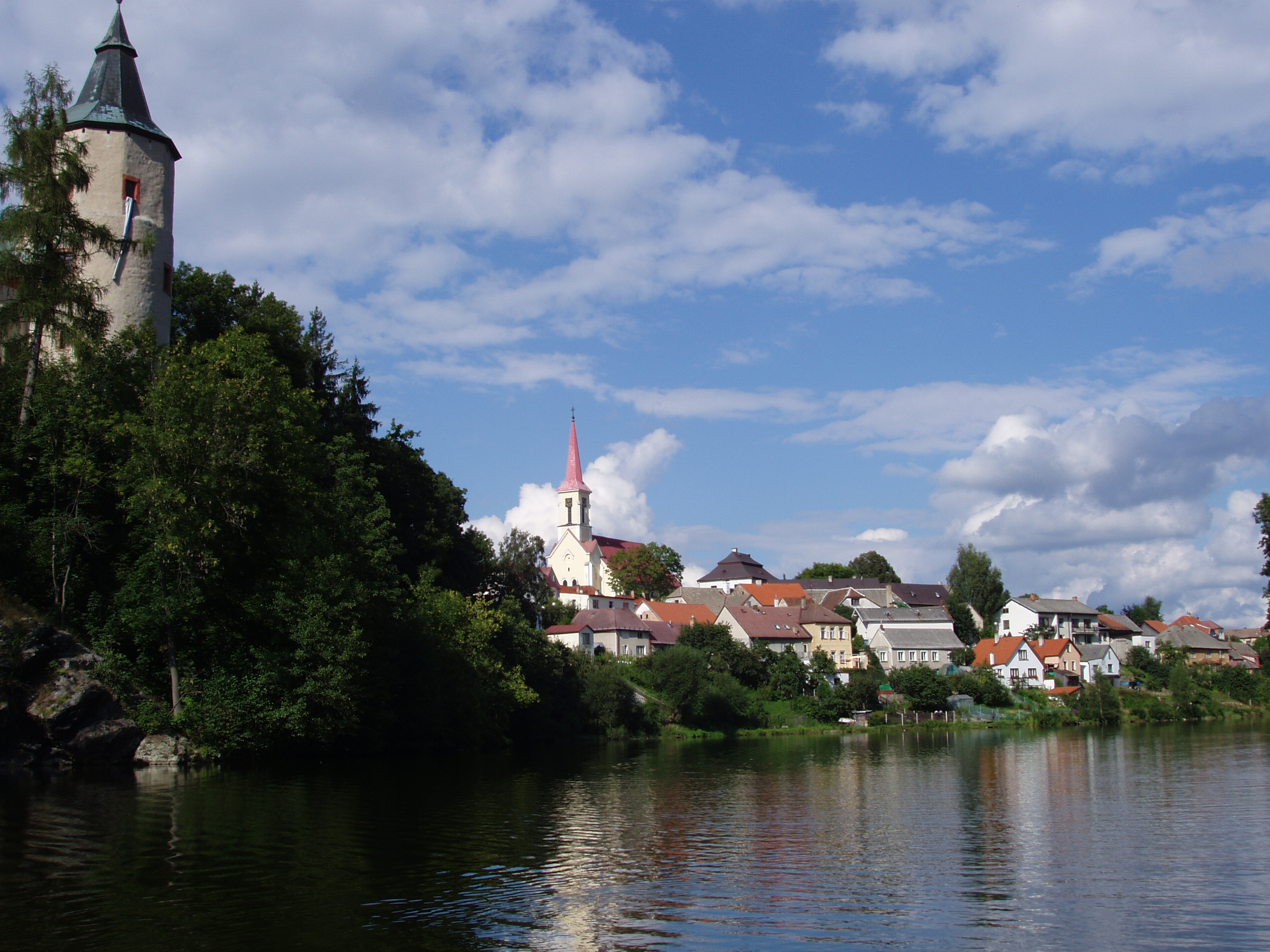
Zámek a Podhradí s kostelem z Hutního rybníka (2006)